# Вершинська сільська рада
| Вершинська сільська рада — колишній орган місцевого самоврядування у Більмацькому районі Запорізької області з адміністративним центром у с. Вершина. Історична дата утворення: в 1918 році. Водоймища на території, підпорядкованій даній раді: р. Гайчур, р. Кобиляна. Сільській раді були підпорядковані населені пункти: - с. Вершина - с. Очеретувате |

## Склад ради
Рада складалася з 12 депутатів та голови.

### Керівний склад ради
| ПІБ                          | Основні відомості                                                         | Дата обрання | Дата звільнення |
| ---------------------------- | ------------------------------------------------------------------------- | ------------ | --------------- |
| Марюха Олександр Миколайович | Сільський голова, 1971 року народження, освіта                            | 26.03.2006   | 31.10.2010      |
| Марюха Олександр Миколайович | Сільський голова, 1971 року народження, освіта вища, член Партії регіонів | 31.10.2010   |                 |

Примітка: таблиця складена за даними джерела